# Surinameplein

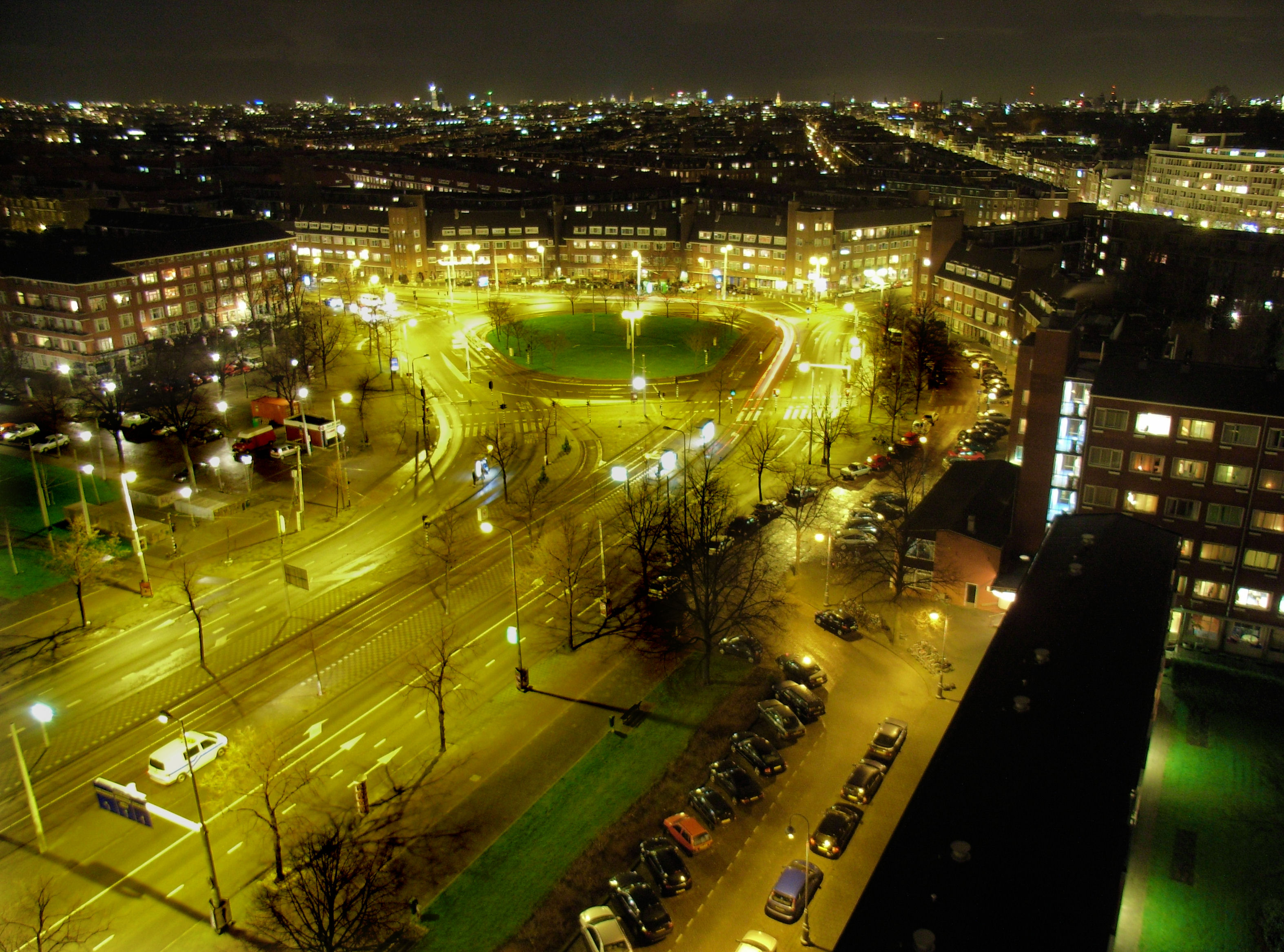
Der Surinameplein bei Nacht

Der Surinameplein (deutsch: Suinameplatz) ist ein Platz im Westen der niederländischen Hauptstadt Amsterdam. Benannt ist er nach der ehemaligen niederländischen Kolonie Suriname in Südamerika.

## Lage
Der Surinameplein liegt im Stadtbezirk Amsterdam-West, etwa 1 ½ Kilometer östlich des Bahnhofs Lelylaan.

## Verkehrsanbindung
Am Surinameplein halten die Linien 1 und 17 der Straßenbahn Amsterdam.

## Einzelnachweis
1. ↑  Willkommen in Amsterdam - GVB. In: gvb.nl. Abgerufen am 7. September 2018.

Koordinaten: 52° 21′ 30″ N, 4° 51′ 12″ O